# Pégairolles-de-l'Escalette
Pégairolles-de-l'Escalette är en kommun i departementet Hérault i regionen Occitanien i södra Frankrike. Kommunen ligger i kantonen Le Caylar som tillhör arrondissementet Lodève. År 2022 hade Pégairolles-de-l'Escalette 152 invånare.

## Befolkningsutveckling
Antalet invånare i kommunen Pégairolles-de-l'Escalette
Referens:INSEE